# Франтішек Карел Студнічка
Франтішек Карел Студнічка (25 листопада 1870, Прага, Австро-Угорщина — 2 липня 1955) — чеський і чехословацький гістолог, нейроанатом і ембріолог, академік Чехословацької академії наук.

## Біографія
Франтішек Карел Студнічка народився в Празі, у родині чеського математика викладача та популяризатора науки Франтішека Йозефа Студнічки (1836—1903) та його дружини Йозефіни Франтішки Вальбурги Поспішилової (чеськ. Josefina
Frantiska Walburga Pospisilova, 1836—1913). Він був другою дитиною в сім'ї та мав ще 3 сестер.
1895 року закінчив Карлів університет. Викладав у Чеській вищій технічній школі в Брно в 1901—1919 роках. У 1919—1934 роках був першим професором гістології Університету Брно. З 1934 року був професором Карлового університету.
Серед його учнів був Йозеф Флоріан, який був убитий німцями під час Другої світової війни.

## Науковий внесок
Досліджував міжклітинну речовину, висунув гіпотезу «екзоплазми». Вважається засновником чехословацької нейроанатомії. Вивчав гіпофіз, зорові нерви, будову спиномозкового каналу в хребетних. Також вивчав анатомію пупкового канатику, епітелію, міжклітинні контакти. Займався проблемами ембріології.

## Наукові праці
Автор понад 400 наукових праць, серед яких:
- Die Parietalorgane, Jena, 1905
- Organisation der lebendigen Masse, Handb. d. mikr. Anat. d. Menschen, hrsg. v. W. Mollendorf, Bd 1, T. 3, S. 421, B., 1929
- Die Substrate der Lebens-Erscheinungen, Prag, 1938
- Histologie lidskeho pupecniho provazce, Praha, 1940
- L’exoplasma (rapport synthetique), Acta anat., t. 13, p. 403, 1951
- Histologie a mikroskopicka anatomie, t. 1—2, Praha, 1953 (совм. с Wolf J.).